# Carlos Patati
Carlos Eugênio Baptista (Rio de Janeiro, 8 de maio de 1960 - Rio de Janeiro, 15 de junho de 2018), conhecido como Carlos Patati, foi um quadrinista, roteirista e pesquisador brasileiro.
Começou a escrever roteiro de quadrinhos em 1989, publicando uma história ilustrada pelo veterano Júlio Shimamoto na revista Pesadelo da Editora Vecchi, também pela editora, publicou na revista Spektro.
Teve trabalhos editados pela Eura Editoriale, da Itália, e pela Editorial Columba, da Argentina. Ao lado do desenhista Allan Alex, criou o taxista Nonô Jacaré publicado nas revistas Porrada, Mil Perigos, Metal Pesado e Brasilian Heavy Metal, e cujas primeiras aventuras foram reunidas numa edição especial pela editora carioca Tipológica. A dupla de criação nessa época também roteirizou diversos quadrinhos de terror sem a presença do taxista. Ainda com Allan Alex, publicou a história ilustrada A Guerra dos Dinossauros pela Editora Escala, O Segredo da Jurema, pela Editora Marques Saraiva e Sangue Bom, pela Opera Graphica.
Mestre em Comunicação Social pela Escola de Comunicação da Universidade Federal do Rio de Janeiro, onde ministrou a cadeira "Introdução às Histórias em Quadrinhos", durante dois anos. Este trabalho deu origem a revista PHQ, publicado pela EBAL. Foi professor de Filosofia e orientador de fanzine para escolas de segundo grau de 1990 a 1997, foi professor assistente no curso de Comunicação Social da UESC da Bahia, também foi curador das Bienais de Quadrinhos do Rio de Janeiro e consultor do FIQ (Festival Internacional de Quadrinhos) de Belo Horizonte e da Comicon carioca, além de eventos similares menores.
Escreveu ao lado de Flávio Braga o livro Almanaque dos quadrinhos - 100 anos de uma mídia popular, publicado pela Ediouro em 2009 e ganhador do prêmio de melhor livro de não-ficção para jovens oferecido pela Fundação Nacional do Livro Infantil e Juvenil.
No mesmo ano, adaptou para os quadrinhos o romance A luneta mágica, de Joaquim Manuel de Macedo. O álbum foi desenhado por Márcio de Castro e publicado pela Panda Books.
Em Outubro de 2010, se tornou colunista no site Bigorna.net.
Em 2014, publicou A Noite na Taverna, adaptação para quadrinhos do livro de contos de Álvares de Azevedo, com a colaboração de cinco desenhistas, pela editora paulista DCL. Também (re) publicou " A Noite Rompida", romance gráfico em colaboração com o artista plástico Hélio Jesuíno, originalmente realizada como catálogo de uma exposição de trabalhos deste, em 1995. Uma nova e melhorada edição saiu pela Editora Estronho, do Paraná.
Foi o colaborador brasileiro no livro 1001 Comics you must read before you die, Cassell Illustrated, London, 2011, organizado por Paul Gravett, que dá um panorama mundial do estado da arte sequencial, com textos oriundos de diversas partes do mundo.
Também foi premiado pelos roteiros que escreveu para curta-metragens exibidos nos festivais de cinema de Gramado, Salvador e Rio de Janeiro nos anos de 1984 e 1985.
É autor do romance de ficção-científica A sorte dos girinos (Editora Quartet, 1999).
Além de seus trabalhos em quadrinhos, e de suas prosas longas, tem diversos contos publicados na imprensa lusófona, e o mais recente O Desenho da Criatura, inspirado nos Mitos de Cthulhu do escrito pulp americano H. P. Lovecraft que integra a antologia gaúcha A Ascensão de Cthulhu, da editora Argonautas, 2014.
Em 2017 publicou, pela Editora Veneta, Couro de Gato, HQ ilustrada por João Sanchez, sobre história do surgimento do samba, em formato de quadrinhos. 
Carlos Patati morreu em 15 de junho de 2018, no Rio de Janeiro, vítima de um infarto.